# Sasa takizawana
Sasa takizawana là một loài thực vật có hoa trong họ Hòa thảo. Loài này được Makino & Uchida miêu tả khoa học đầu tiên năm 1929.